# رنگ‌آمیزی گیج‌کننده همزمان

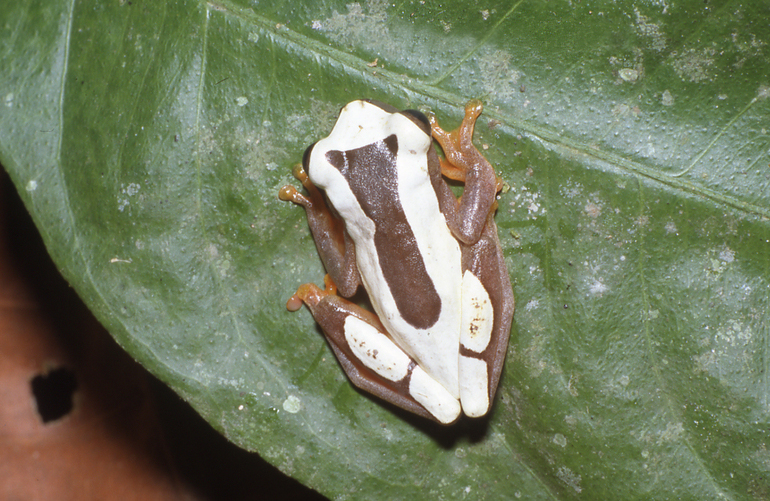
کات با دیدن Dendropsophus leucophyllatus، قورباغه درختی دلقک، به سازوکار آن توجه کرد و شباهت آن را با Megalixalus که از دور با هم مرتبط بودند، دید.

رنگ‌آمیزی گیج‌کننده همزمان (به انگلیسی: Coincident disruptive coloration) یا الگوهای گیج‌کننده همزمان (به انگلیسی: coincident disruptive patterns)، الگوهایی از رنگ‌آمیزی گیج‌کننده در جانوران و فراتر از عملکرد استتار معمول در جانوران هستند. این الگوها برای شکستن تداوم شکل یک جانور و برای پیوستن به بخش‌هایی از بدن که جدا هستند، به کار می‌رود. این حالت در قورباغه‌هایی مانند Afrixalus fornasini که الگوی استتار در سراسر بدن، سر و هر چهار اندام گسترش می‌یابد، به شکل شدید دیده می‌شود، و وقتی که در حال استراحت با اندام‌هایی که در آن قرار دارند، جانور کاملاً شبیه قورباغه به نظر نمی‌رسد.
یک مورد ویژه، نقاب چشمی گیج‌کننده است. این ویژگی برجسته در بسیاری از جانوران، چشم را استتار می‌کند.

## نگارخانه

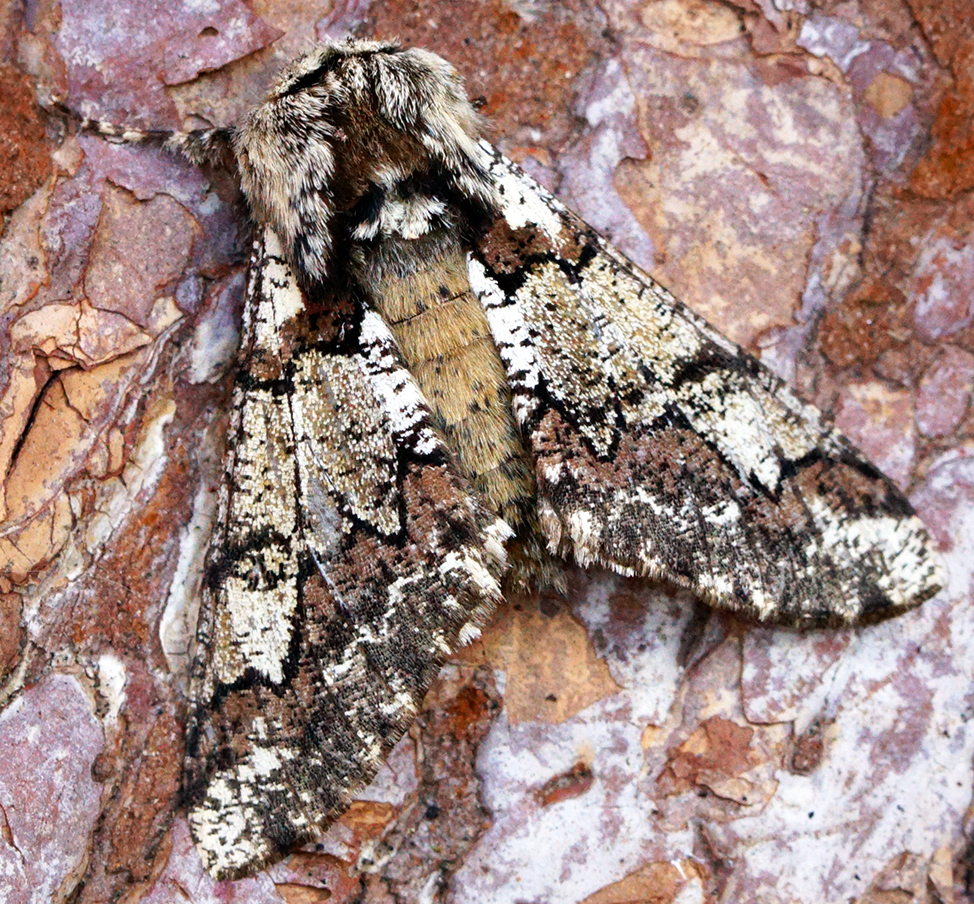
الگوی بال جلویی بسیاری از پروانه‌ها مانند پروانه بیستون، پروانه زیبای بلوط، با الگوی لبه باریک بال پشتی که در حالت استراحت قابل دیدن است، هماهنگ است.
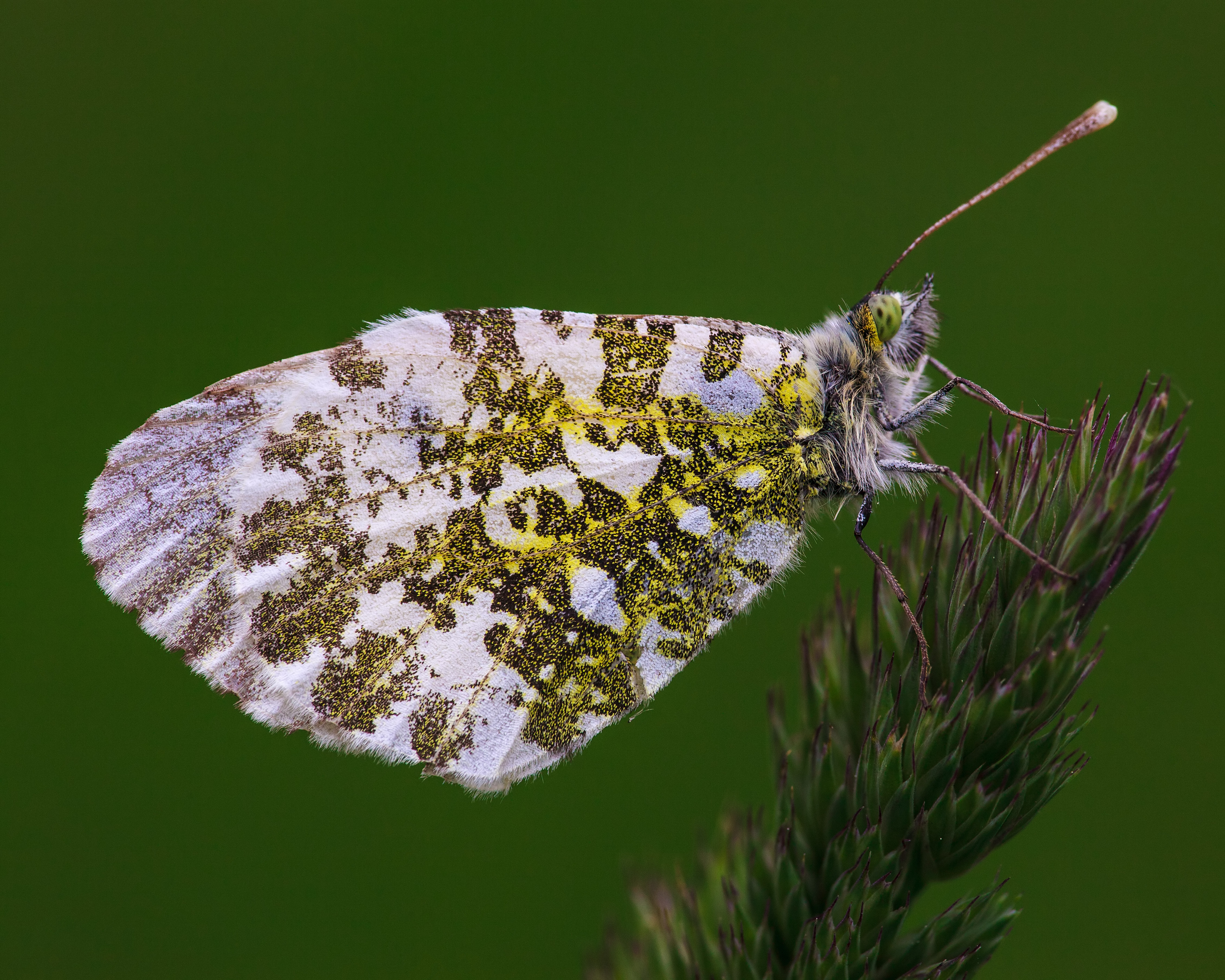
الگوهای گیج‌کننده در بخش زیرین نارنجی‌کنار در سرتاسر بال‌های جلویی و پشتی منطبق است.
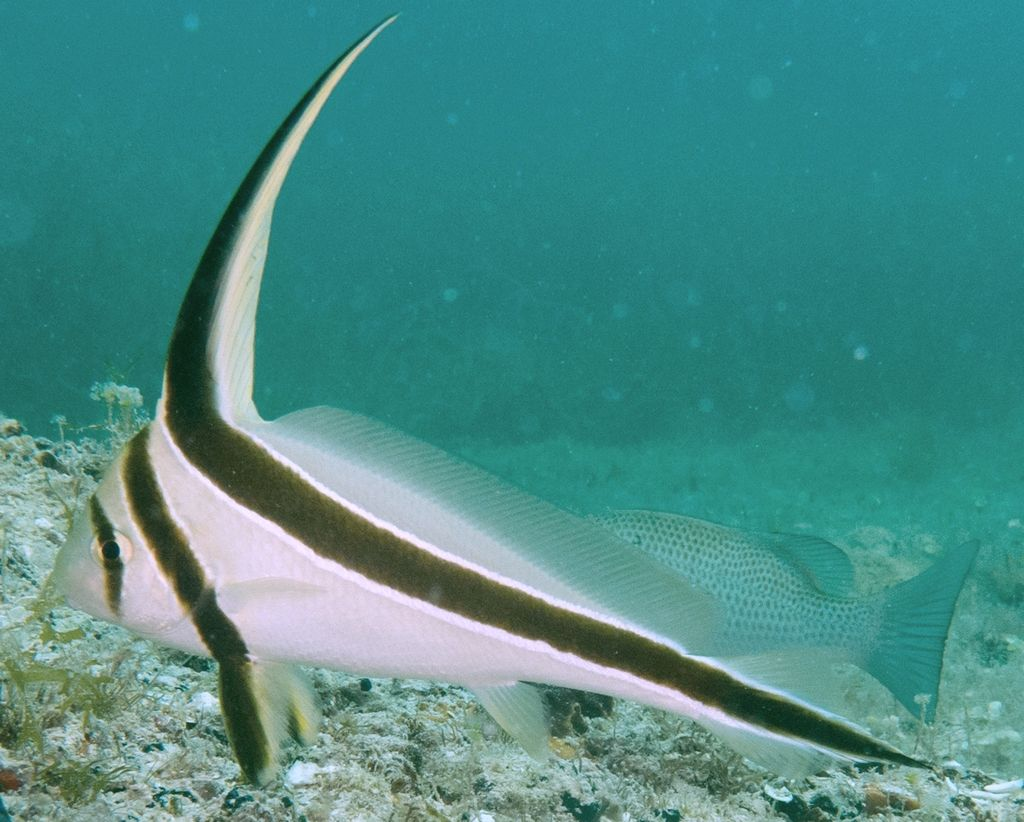
چاقوماهی جک، Equetus lanceolatus، دارای یک الگوی بسیار گیج‌کننده در بدن و از طریق چشم است که یک نقاب چشمی گیج‌کننده را تشکیل می‌دهد.
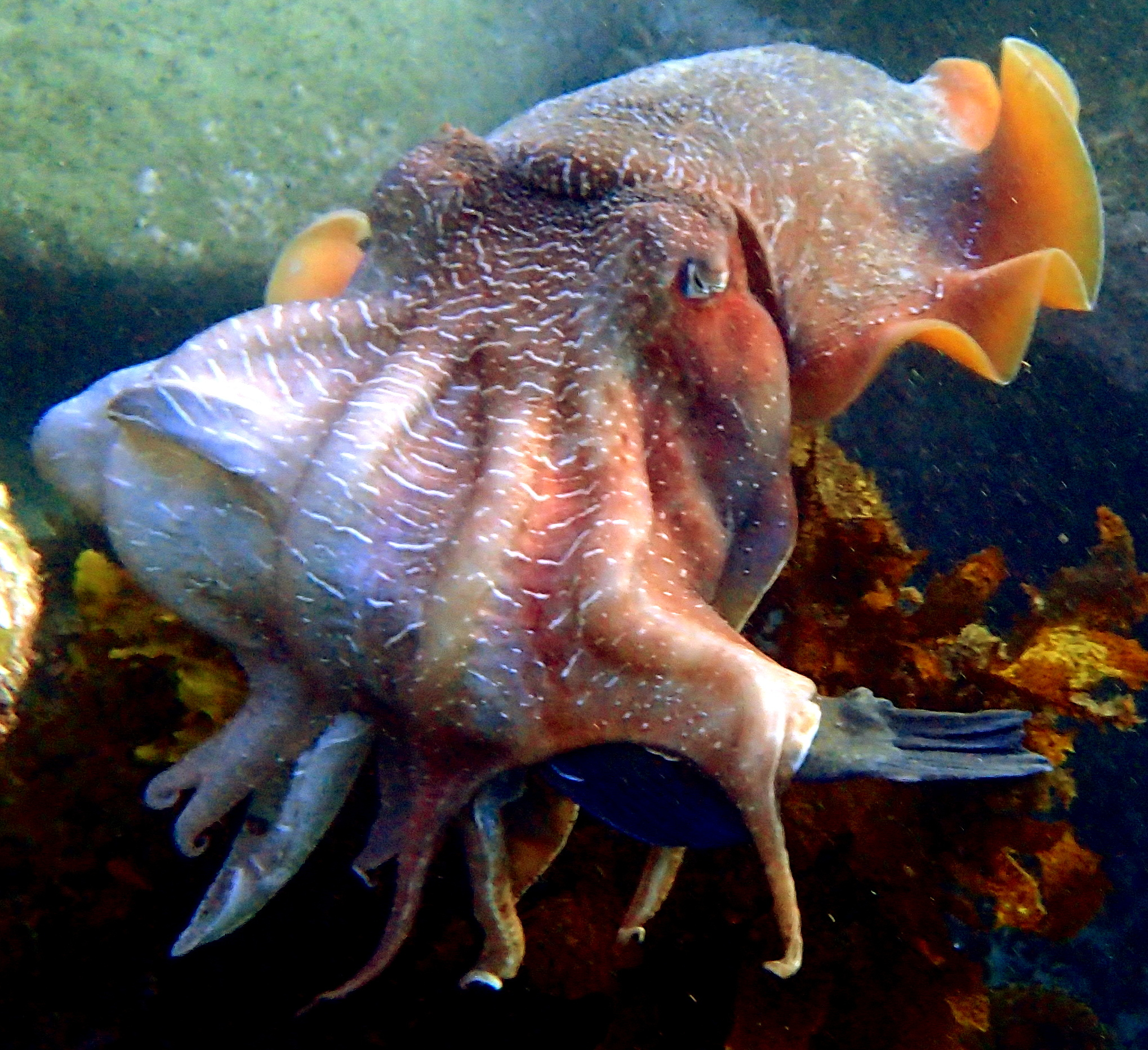
سپیا آپاما به‌طور فعال یک الگوی گیج‌کننده همزمان در سراسر بخش‌های بدن خود ایجاد می‌کند.